# Ordre du Mérite saharien
L’ordre du Mérite saharien, créé par décret en date du 4 avril 1958 en France, est destiné à récompenser les services rendus, à caractère social, scientifique, économique ou administratif, par des personnes françaises ou étrangères ayant participé à la mise en valeur des régions sahariennes.
L'ordre comporte trois classes : chevalier, officier et commandeur. La croix de chevalier est en argent, celles d'officier et de commandeur sont en vermeil.
Il a été remplacé par l'ordre national du Mérite à partir de 1964 au même titre que tous les autres ordres coloniaux et ministériels placés en extinction.

## Histoire
L'ordre du Mérite saharien est créé par le ministère du Sahara le 4 avril 1958 par le décret no 58-397. Celui-ci a pour objet de récompenser les personnes qui se sont distinguées par la contribution à la promotion sociale et humaine, à l'étude scientifique et à l'expansion économique.
À la suite du décret no 63-1196 du 3 décembre 1963 portant création de l'ordre national du Mérite, l'ordre du Mérite saharien est dissous. Cependant les titulaires continuent à jouir des prérogatives qui y sont attachées.

## Nomination
Pour pouvoir être reçu dans l'ordre du Mérite commercial, il faut jouir de ses droits civil.
Les étrangers peuvent également être admis sans conditions d'âge ou d'ancienneté s'ils ne vivent pas en France ; pour ce qui est des étrangers vivant en France, ils devront suivre les mêmes conditions que les citoyens français.

## Conseil de l'ordre
Le conseil de l'ordre est composé d'un membre du conseil de la Légion d'honneur, le ministre chargé du Sahara, le délégué général et le délégué général adjoint de l'OCRS, le président de la haute commission de l'OCRS, un officier général, le directeur du cabinet du ministre chargé du Sahara, sept personnalités choisies en raison de leur autorité morale et de leur compétence en matière saharienne.
Les membres du conseil sont de droit commandeurs de l'ordre du Mérite saharien.

## Apparence
L'insigne du Mérite saharien est en forme générale des croix d'Agadès. La partie principale est cruciforme avec un chaton terminal tronconique aux trois branches inférieures. La branche supérieure est surmontée d'un anneau ovale et plat. Celle-ci comporte une décoration linéaire sur le pourtour. À l'avers la mention  « République française » est inscrite autour de l'anneau et, au revers, au centre de la croix, figure l'inscription « Mérite saharien ».
Les croix de chevalier et d'officier font 50 mm et ont une hauteur de 63 mm. Celle de commandeur fait 70 mm de largeur et une hauteur de 88 mm. À l'anneau supérieur s'ajoutent deux motifs latéraux et la partie centrale de la croix comporte au-dessus et au-dessous de l'inscription « Mérite saharien ». Le grade d'officier a une rosette en plus, les commandeurs la croix en sautoir.
Le ruban fait 36 mm de largeur et est jaune sable, il est coupé à 1 mm de chacun des bords par deux raies verticales bleu indigo de 1 mm de large séparées de 2 mm.

## Grades

Chevalier
Officier
Commandeur